# Skottlands herrlandslag i basket
Skottlands herrlandslag i basket (engelska: Scotland national basketball team) representerar Skottland i basket på herrsidan. Laget deltog första gången i Europamästerskapet 1951.

### Fotnoter
1. ↑  Todor Krastev (19 mars 1951). ”Men Basketball European Championship 1951 Paris (FRA) 03-12.05 Winner Soviet Union” (på engelska). Sport Statistics. Arkiverad från originalet den 3 juli 2015. https://web.archive.org/web/20150703203633/http://todor66.com/basketball/Europe/Men_1951.html. Läst 23 juni 2015.